# Ditrichum mexicanum
Ditrichum mexicanum là một loài rêu trong họ Ditrichaceae. Loài này được Schimp. ex Besch. Kuntze mô tả khoa học đầu tiên năm 1891.